# الدعيسة
الدعيسة هو مركزٌ سعوديٌ تابعٌ لمحافظة بريدة التابعة لمنطقة القصيم، في المملكة العربية السعودية. المركز من الفئة (ب)، ورمزه 1756 حسب دليل الترميز الموحد للمناطق الإدارية بالمملكة العربية السعودية.